# Забежинский, Григорий Борисович
Григорий Борисович Забежинский (псевдоним Григорий Борский; 13 марта 1879, Измаил, Бессарабская губерния — 28 июня 1966, Париж) — русский поэт, литературный критик, издатель и переводчик.

## Биография
Получив юридическое образование, с 17 июня 1909 года работал помощником присяжного поверенного в Москве, впоследствии имел адвокатскую практику. Дебютировал стихами в 1906 году. Принимал участие в воскресном кружке скульптора К. Ф. Крафта на Пресне, где был дружен с Сергеем Клычковым. В 1913 году отдельным изданием вышла его драма «На алтарь». Сотрудничал в петербургском журнале «Заветы» (1912—1914). 
В годы Первой мировой войны служил в кавалерии, после демобилизации вернулся в Москву, затем в ставшую румынской Бессарабию, откуда эмигрировал в Германию. В 1919 году в Москве вышла книга переводов Забежинского из Тиберия Гракха.
В начале 1920-х годов открыл книжный магазин «Универсальная библиотека» в Берлине, под эгидой которого занимался издательской деятельностью, возглавляя «Русское универсальное издательство» (Мартин-Лютерштрассе, 96). В книжной форме в переводах Забежинского вышли «Смерть Тициана» Гуго фон Гофмансталя (1921), антология «Из новой немецкой лирики» (1921), «Песни Билитис: по М. Гейму, Пьеру Люису и Рихарду Демелю» (1922, под псевдонимом Григорий Борский) с иллюстрациями Сергея Залшупина. Издавал серию поэтических переводов «Всемирный пантеон». Писал также для детей, переводил современную еврейскую поэзию (Хаим-Нахман Бялик). В 1927—1933 годах — член Союза русской присяжной адвокатуры в Германии.
Затем переехал во Францию, где работал бухгалтером. С 1935 года член масонской ложи «Северные братья», в 1945—1947 годах ложи «Свободная Россия», с 1947 года — «Астрея». Был дружен с М. А. Осоргиным. Во время Второй мировой войны участвовал в деятельности Очага русских евреев-беженцев, в 1945—1946 годах входил в комитет этого объединения. Был членом Совета Объединения русских эмигрантов в Париже, заместителем казначея Объединения русских адвокатов в Париже (1945), впоследствии членом правления этого объединения. В 1947 году выпустил в Париже свой перевод «Часослова» Р. М. Рильке.
В 1951—1953 годах жил в Нью-Йорке, где вышли его поэтические сборники «Стихи» (Нью-Йорк, 1953) и «Вторая книга стихов» (Париж—Нью-Йорк, 1956). Сотрудничал в газетах «Русская мысль», «Новое русское слово», журналах «Грани», «Новый журнал», «Современник» (Торонто). Оставил воспоминания о Сергее Клычкове («Новый журнал» 1952, № 29) и Сергее Есенине («О творчестве и личности Сергея Есенина», «Мосты» (Мюнхен), № 4, 1960, стр. 297; переиздано в «Русское зарубежье о Есенине», в 2-х тт. М.: ИНКОМ, 1993, стр. 68—78).

## Книги
- На алтарь. Драма в 4-х действиях и 6-ти картинах. М.: Типография Русского товарищества цензоров, 1913.
- Тиберий Гракх (под псевдонимом Григорий Борский). М.: Государственное издательство, 1919/1920.
- Из новой немецкой лирики. Переводы и характеристики Г. Забежинского. Берлин: Русское Универсальное Издательство, 1921.
- Смерть Тициана: идиллия. Гуго фон Гофмансталь: авторизованный перевод и предисловие Григория Забежинского. Берлин: Русское Универсальное Издательство, 1921.
- Еврейский сборник. Еврейская поэзия и проза в переводах В. Жаботинского, Г. Забежинского и др. Берлин: Русское Универсальное Издательство, 1921.
- Песни Билитис: по М. Гейму, Пьеру Люису и Рихарду Демелю. Берлин: Русское Универсальное Издательство, 1922 (второе издание — 1983).
- Боб и Зоя: Весёлая сказка для маленьких детей. Стихи Григория Борского. Берлин: Волга, б.г.
- Жизнь и творчество Райнер Мария Рильке. Стихотворные перевоплощения «Часослова». Париж: Типография Рапид (rapide), 1947.
- Стихи. Нью-Йорк: Кремень, 1953.
- Стихи: книга вторая. Париж—Нью-Йорк: Кремень, 1956.